# Parlamentsvalget i Tyrkiet 2002
Parlamentsvalget i Tyrkiet 2002 blev afholdt den 3. november 2002 som blev udskrevet efter kollapset af DCP-MHP-ANAP koalitionen ledet af Bülent Ecevit. Det var det 15 parlamentsvalg som er blevet holdt i Tyrkiet. Ved valget skulle der vælges 550 mandater til Tyrkiets Nationalforsamling.

## Resultater
| Parti                               | Stemmer    | Mandater |
| ----------------------------------- | ---------- | -------- |
| Retfærdigheds- og Udviklingspartiet | 10.762.131 | 363      |
| Republikanske Folkeparti            | 6.090.883  | 178      |
| Uafhængige kandidater               | 310.145    | 9        |
| Totalt (deltagelse 79%)             | 31.398.452 | 550      |

Kun de repræsenterede partier og kandidater er listet i tabellen
| Valg | Spire Denne valgsartikel er en spire som bør udbygges. Du er velkommen til at hjælpe Wikipedia ved at udvide den. |